# Samira Ahmed
Samira Ahmed (Wandsworth, Londres, 15 de junio de 1968) es una periodista y escritora británica que trabaja en la BBC. Es especialmente conocida por ganar un juicio por discriminación salarial por razón de género a la BBC tras denunciar que cobraba seis veces menos que su compañero Jeremy Vine. La sentencia se hizo pública en enero de 2020.

## Biografía
Ahmed nació en Wandsworth, Londres hija de Athar y Lalita Ahmed (nacida Chatterjee, en 1939, Lucknow ). Su madre fue presentadora de televisión, chef y escritora sobre cocina india y había trabajado anteriormente para el servicio hindi del Servicio Mundial de la BBC en Bush House . Estudió en Wimbledon High School, una escuela diurna independiente para niñas, y editó la revista escolar.
Siguió estudiando en St Edmund Hall, Oxford, lo que la convirtió en becaria honoraria en 2019. Mientras era estudiante, editó las revistas Isis y Union, ambas publicaciones para estudiantes de la Universidad de Oxford, y ganó el Premio de Periodismo Philip Geddes por su trabajo en los periódicos estudiantiles.  Después de graduarse, completó un Diploma de posgrado en periodismo de prensa en la City University de Londres .  Ha explicado que Lucy Mathen, la primera mujer reportera asiática en la televisión de la BBC, que trabajó en Craven's Newsround, fue una figura inspiradora para ella, al igual que la locutora Shyama Perera,  que trabajaba en Fleet Street en la misma época.

## Carrera periodística
Ahmed fue becaria en la BBC en 1990. Dos años más tarde empezó a trabajar como reportera de radio en 1992 en programas como Today  Ahmed trabajó como presentadora en BBC World News y más tarde como reportera. De 1996 a 1997 fue corresponsal en Los Ángeles de la BBC informando sobre el juicio civil de OJ Simpson . Más tarde trabajó para la  Deutsche Welle en Berlín como corresponsal política, pero pronto regresó a la BBC y como presentadora en el turno de noche de BBC News 24.  
En abril del 2000 se unió a Channel 4 News en abril de 2000, y se convirtió en un presentador en julio de 2002. En junio de 2011, Ahmed abandonó el canal 4, y fue independiente.
En junio de 2012 hasta noviembre de 2013, presentó la tercera y cuarta serie de Sunday Morning Live en BBC One . En octubre de 2012, Ahmed sucedió a Ray Snoddy como presentador de Newswatch en BBC News Channel.
Es profesora visitante de periodismo en la Universidad de Kingston y colaboradora habitual de The Big Issue .

### Denuncia por discriminación salarial
En octubre de 2019 Ahmed denunció legalmente a la BBC acogiéndose a la Ley de Igualdad Salarial. En su defensa la BBC aseguró ante el juez que Samira Ahmed no hacía el mismo trabajo de Jeremy Vine señalando que el programa del presentador era mucho más conocido que el de ella y afirmaron que “Newswatch” era un canal de noticias locales. El Tribunal Laboral Central le dio la razón por unanimidad el 10 de enero de 2020. Tras conocer la sentencia señaló: “Ninguna mujer quiere tener que demandar a la empresa que la emplea. Me gusta trabajar para la BBC. Estoy encantada de que esto se haya resuelto".

## Premios y reconocimientos
En 2009 fue distinguida como Locutora del Año en los Premios Stonewall anuales por su informe especial sobre la violación "correctiva" de mujeres lesbianas en Sudáfrica. También ganó el Celebrity Mastermind de la BBC, con un trabajo sobre Laura Ingalls Wilder, autora de los libros de la serie Little House on the Prairie, en diciembre de 2010. En 2019 ganó el campeón de Campeones Celebrity Mastermind.